# Śnieżny Mniszek
Śnieżny Mniszek (słow. Snehový mních) – stosunkowo wybitna turnia w słowackiej części Tatr Wysokich. Znajduje się w ich grani głównej, w północno-wschodniej grani Śnieżnego Szczytu. Od Śnieżnych Czub na zachodzie oddzielają go Śnieżne Wrótka, z kolei na wschodzie graniczy z Baranimi Czubami w masywie Baranich Rogów, oddzielonymi szeroką Śnieżną Przełęczą.
Południowe stoki opadają ze Śnieżnego Mniszka do górnego piętra Doliny Pięciu Stawów Spiskich, natomiast północne zbiegają do Śnieżnego Bańdziocha – górnego piętra Doliny Czarnej Jaworowej. Śnieżny Mniszek jest wyłączony z ruchu turystycznego. Najdogodniejsza droga dla taterników prowadzi na niego granią od Śnieżnej Przełęczy. Południowa ściana turni jest bardzo stroma.
Pierwszego wejścia na szczyt dokonali Zygmunt Klemensiewicz i Roman Kordys 27 sierpnia 1907 r.